# Jessica nagy világa
A Jessica nagy világa (eredeti cím: Jessica's Big Little World) 2023 és 2024 között vetített amerikai 2D-s számítógépes animációs sorozat, amelyet Matt Burnett, Tiffany Ford és Ben Levinmely alkotott, a Vadócok című sorozat spin-offja. A sorozatban Craig húgára Jessicára fókuszálnak.
Amerikában a Cartoon Network Cartoonito blokkjában 2023. szeptember 20-án, Magyarországon az HBO Max 2024. május 4-én,  a Cartoonito 2024. május 6-án mutatta be.

## Cselekmény
Jessica a felnőttek által inspirált módon igyekszik eligazodni a világban, ahol minden sokkal nagyobbnak tűnik, mint ő. Ennek ellenére kitart és meghódítja a monumentális gyermeki feladatokat.

## Szereplők
| Szereplő         | Eredeti hang            | Magyar hang        |
| ---------------- | ----------------------- | ------------------ |
| Jessica Williams | Lucia Cunningham        | Kobela Kira        |
| Kicsibácsi       | Alani Ilongwe           | Rada Bálint        |
| Nagy Jessica     | Ozioma Akagha           | Hám-Kereki Anna    |
| Duane Williams   | Byron Marc Newsome      | Bognár Tamás       |
| Nicole Williams  | Kimberly Hebert Gregory | Kocsis Mariann     |
| Bernard Williams | Phil LaMarr             | Gacsal Ádám        |
| Craig Williams   | Philip Solomon          | Berecz Kristóf Uwe |

### Magyar változat
A szinkront az Iyuno Hungary készítette.
- Felolvasó: Kobela Kira
- Magyar szöveg: Udvardi Bettina
- Szinkronrendező: Császár Bíró Szabolcs

## Epizódok
| #   | Eredeti cím            | Magyar cím              | Eredeti premier      | Eredeti premier   | Magyar premier    | Magyar premier    |
| #   | Eredeti cím            | Magyar cím              | Cartoonito           | Max               |                   |                   |
| --- | ---------------------- | ----------------------- | -------------------- | ----------------- | ----------------- | ----------------- |
| 1.  | Bedtime Routine        | Lefekvésidő             | 2023. szeptember 20. | 2023. október 7.  | 2024. május 4.    | 2024. május 6.    |
| 2.  | Small Uncle's Big Bath | Kicsibácsi nagy fürdése | 2023. október 3.     | 2023. október 7.  | 2024. május 4.    | 2024. május 6.    |
| 3.  | The Big Kid Playground | A nagyok játszótere     | 2023. október 4.     | 2023. október 7.  | 2024. május 4.    | 2024. május 7.    |
| 4.  | Grocery Store Friend   | Bolti barátnő           | 2023. október 5.     | 2023. október 7.  | 2024. május 4.    | 2024. május 7.    |
| 5.  | Glow Toy               | Izzó-dínó               | 2023. október 6.     | 2023. október 7.  | 2024. május 4.    | 2024. május 8.    |
| 6.  | Jessica's Restaurant   | Jessica étterme         | 2024. január 1.      | 2024. január 2.   | 2024. május 4.    | 2024. május 8.    |
| 7.  | Little Twin            | Kicsi iker              | 2024. január 1.      | 2024. január 2.   | 2024. május 4.    | 2024. május 9.    |
| 8.  | Spike the Hedgehog     | Tüsi, a süni            | 2024. január 1.      | 2024. január 2.   | 2024. május 4.    | 2024. május 9.    |
| 9.  | Sleepover              | Pizsiparti              | 2024. január 1.      | 2024. január 2.   | 2024. május 4.    | 2024. május 10.   |
| 10. | Family Photo           | Családi fénykép         | 2024. január 1.      | 2024. január 2.   | 2024. május 4.    | 2024. május 10.   |
| 11. | Drawing Time           | Rajzolás                | 2024. április 8.     | 2024. április 13. | 2024. október 28. | 2024. október 28. |
| 12. | Jessica's Picnic       | Jessica piknikezik      | 2024. április 9.     | 2024. április 13. | 2024. október 28. | 2024. október 29. |
| 13. | The Secret Invention   | Titkos találmány        | 2024. április 10.    | 2024. április 13. | 2024. október 28. | 2024. október 30. |
| 14. | Big Kid Bike           | Nagy gyerekek-bringa    | 2024. április 11.    | 2024. április 13. | 2024. október 28. | 2024. október 31. |
| 15. | Rain Rescue            | Esős mentés             | 2024. április 12.    | 2024. április 13. | 2024. október 28. | 2024. november 1. |
| 16. | The Thumbsucker        | Ujj-probléma            | 2024. május 27.      | 2024. június 1.   |                   | 2024. november 2. |
| 17. | Pool School            | Úszólecke               | 2024. május 28.      | 2024. június 1.   |                   | 2024. november 3. |
| 18. | Big Grow               | Nőjj meg!               | 2024. május 29.      | 2024. június 1.   |                   | 2024. november 4. |
| 19. | Mystery Toy            | Rejtélyes játék         | 2024. május 30.      | 2024. június 1.   |                   | 2024. november 5. |
| 20. | Sick                   | Betegség                | 2024. május 31.      | 2024. június 1.   |                   | 2024. november 6. |

## A sorozat készítése
2021. február 17-én bejelentették, hogy egy spin-off sorozat fejlesztés alatt áll, amely Craig kishúgáról, Jessicáról szól. A Jessica's Big Little World című új sorozat a Cartoon Network óvodásoknak szóló Cartoonito blokkjának részeként került volna adásba. De 2022. január 19-én bejelentették, hogy a sorozat bemutatója 2023-ban lesz.
2022 októberében bejelentették, hogy a spin-off első évadát megfelezni a Warner Bros. Discovery.
2023 júliusában bejelentették, hogy a sorozat a Cartoon Network műsorán is látható lesz, a Cartoonito mellett. A sorozat szeptember 20-án került adásba és hivatalosan október 2-án debütált.
2023 novemberében jelentették be, hogy a sorozat első évada után véget ér.